# Skarbimierz-Osiedle
Skarbimierz-Osiedle – miejscowość podstawowa typu osiedle w Polsce, w województwie opolskim, w powiecie brzeskim, w gminie Skarbimierz, niedaleko wsi Skarbimierz. 
Od 1 stycznia 2002 miejscowość jest siedzibą gminy Skarbimierz (dawna nazwa gminy to gmina Brzeg z siedzibą w Brzegu). 
W latach 1975–1998 miejscowość położona była w województwie opolskim.
Miejscowość powstała wskutek przekształcenia wojskowej bazy lotniczej Armii Radzieckiej na cele cywilne.

## Osiedle
Ustawa z dnia 29 sierpnia 2003 r. o urzędowych nazwach miejscowości i obiektów fizjograficznych określa „osiedle” jako „zespół mieszkaniowy stanowiący integralną część miasta lub wsi” (art. 2 pkt 9) oraz jako jeden z rodzajów miejscowości (art. 2 pkt 11). 
Zgodnie z wydanym na podstawie tej ustawy obwieszczeniem Ministra Spraw Wewnętrznych i Administracji z dnia 17 października 2019 r. w sprawie wykazu urzędowych nazw miejscowości i ich części, wyróżniono „osiedla” jako miejscowości podstawowe oraz „osiedla” jako integralne części wsi, a Skarbimierz-Osiedle określony został jako miejscowość podstawowa typu osiedle.
Ponadto na gruncie ustawy z dnia 8 marca 1990 r. o samorządzie gminnym Skarbimierz-Osiedle jest jednostką pomocniczą gminy o nazwie „osiedle” i funkcjonuje na mocy statutu uchwalonego dnia 24 kwietnia 1996 r.

## Historia
Historia miejscowości Skarbimierz Osiedle jest ściśle związana z istniejącym tu kiedyś lotniskiem. Pierwsze obiekty – wówczas lotnictwa sportowego – powstały przed I wojną światową. W latach 1930 do przebudowy lotniska przystąpiło Luftwaffe. W 1939 roku z lotniska startowały samoloty bombardujące Polskę.
W 1945 roku zostało zdobyte przez wojska radzieckie. Po wojnie było wielokrotnie przebudowywane. Było jedną z największych baz lotniczych Wojsk Radzieckich w Polsce. Cały teren zajmował ok. 680 ha. Otoczony był podwójnym płotem z drutem kolczastym.
Na lotnisku stacjonowało kilka jednostek:
- 164. Gwardyjski Kerczeński Samodzielny Pułk Lotnictwa Rozpoznawczego (J.W. 23214)
- 55. Sewastopolski Samodzielny Pułk Śmigłowców – do 1.08.1989 (J.W. 31413)
- 635. Samodzielny Batalion Technicznego Zabezpieczenia Lotniska (J.W. 88469)
- 455. Samodzielna Kompania Łączności i Zabezpieczenia Radiotechnicznego
- 871. Pomorski Pułk Lotnictwa Myśliwskiego (J.W. 78635)

Wojska radzieckie opuściły bazę w latach 1991–1993.
Część byłych obiektów wojskowych została zagospodarowana na cele cywilne (mieszkalne, gospodarcze i użyteczności publicznej), głównie bloki mieszkalne. Natomiast schrony, budynki koszarowe, areszt garnizonowy i część hangarów pozostają niewykorzystane (Jeden z hangarów przebudowano na jedną z ośmiu Sal Zgromadzeń Świadków Jehowy w Polsce.)
W latach 2018–2020 władze gminy trzykrotnie występowały o nadanie miejscowości praw miejskich, jednak za każdym razem wnioski te były odrzucane przez rząd z uwagi na niewykształcony układ urbanistyczny i słabo rozwinięte funkcje osadnicze w porównaniu z dominującymi funkcjami przemysłowymi i usługowymi.

## Inwestycje / gospodarka
Na terenie byłego lotniska funkcjonuje kilkanaście zakładów produkcyjnych oraz baz transportowych. 
1. Mondelez International  (Cadbury / Kraft)- fabryka czekolady i gumy do żucia.
2. Adient (wcześniej Johnson Controls, Keiper) – produkcja siedzeń samochodowych
3. FPS – Fabryka Puszek Skarbimierz
4. Jeronimo Martins Dystrybucja – centrum dystrybucyjne sieci Biedronka
5. Aquila – producent tektury falistej
6. Donaldson – fabryka filtrów
7. Wipak – produkcja kartonów
8. Top Packaging– produkcja opakowań

## Obóz

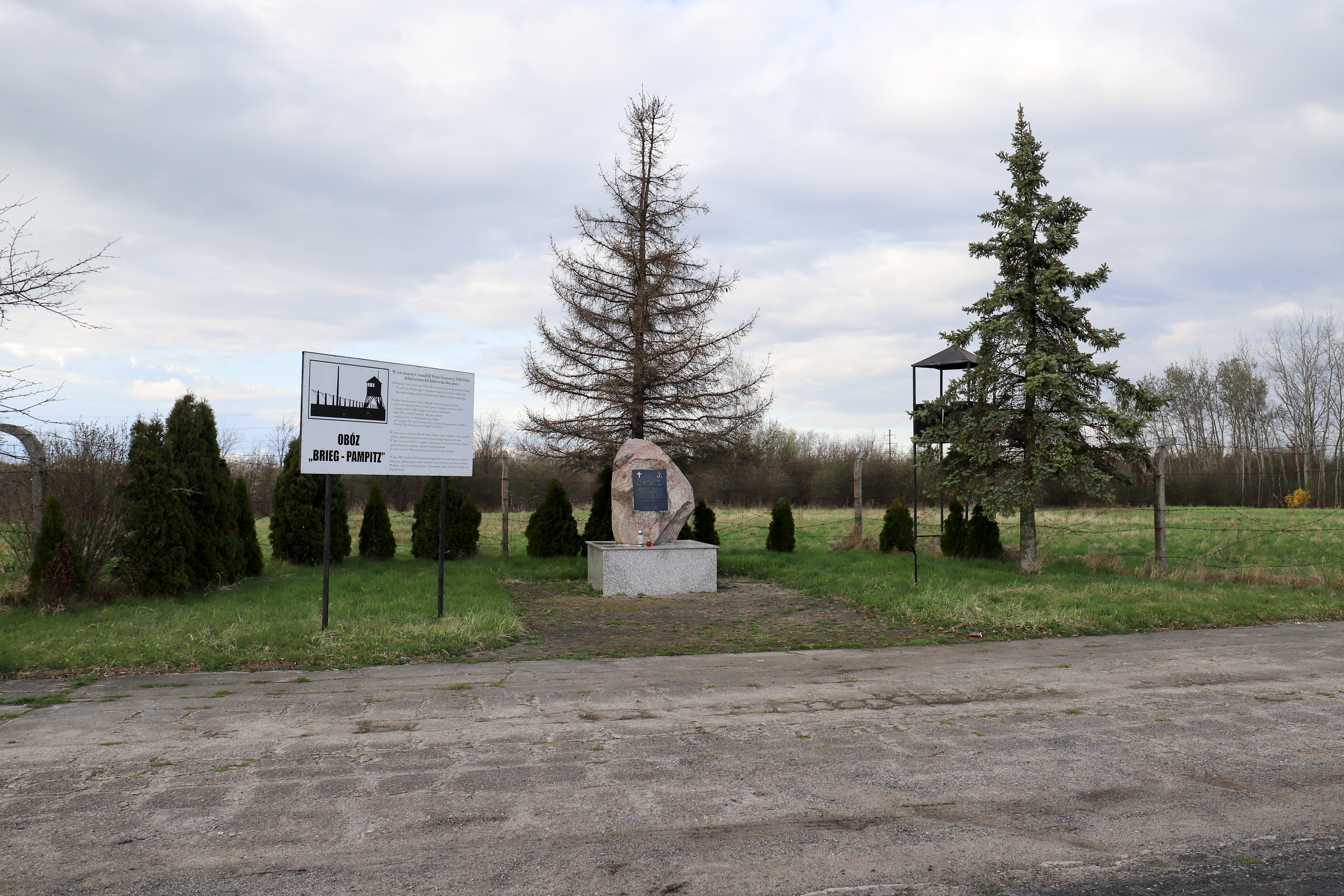

Na południowo-wschodnim skraju lotniska, po lewej stronie szosy prowadzącej z Pępic do Brzegu, znajduje się nieużytek, dzisiaj ogrodzony płotem przez pobliską fabrykę. W tym miejscu w latach II wojny światowej znajdował się obóz pracy „Brieg-Pampitz” – filia obozu koncentracyjnego Gross-Rosen, w którym więzieni byli m.in. Polacy. Na terenie lotniska od końca 1939 do stycznia 1945 r. istniało prawdopodobnie pięć obozów, w których pracowali i ginęli Żydzi, Polacy, Francuzi, Rosjanie. Po wojnie w okolicach Skarbimierza odkryto mogiłę pomordowanych tam więźniów. 
11 listopada 1998 r. na skraju lotniska, przy drodze Pępice-Żłobizna ustawiono pomnik – tablicę na pokaźnym głazie narzutowym – upamiętniający dawny obóz.